# Wojkowo (Bisztynek)
Wojkowo (deutsch Heinrichsdorf) und Wojkowo (Osada) sind Ortschaften in der polnischen Woiwodschaft Ermland-Masuren. Sie gehören zur Gmina Bisztynek (Stadt- und Landgemeinde Bischofstein) im Powiat Bartoszycki (Kreis Bartenstein).

## Geographische Lage
Das Dorf Wojkowo liegt im Norden der Woiwodschaft Ermland-Masuren, zehn Kilometer nordwestlich der einstigen Kreisstadt Rößel (polnisch Reszel) bzw. 20 Kilometer südöstlich der heutigen Kreismetropole Bartoszyce (deutsch Bartenstein). Die Siedlung (polnisch Osada) Wojkowo liegt an der südöstlichen Ortsgrenze des Dorfs Wojkowo.

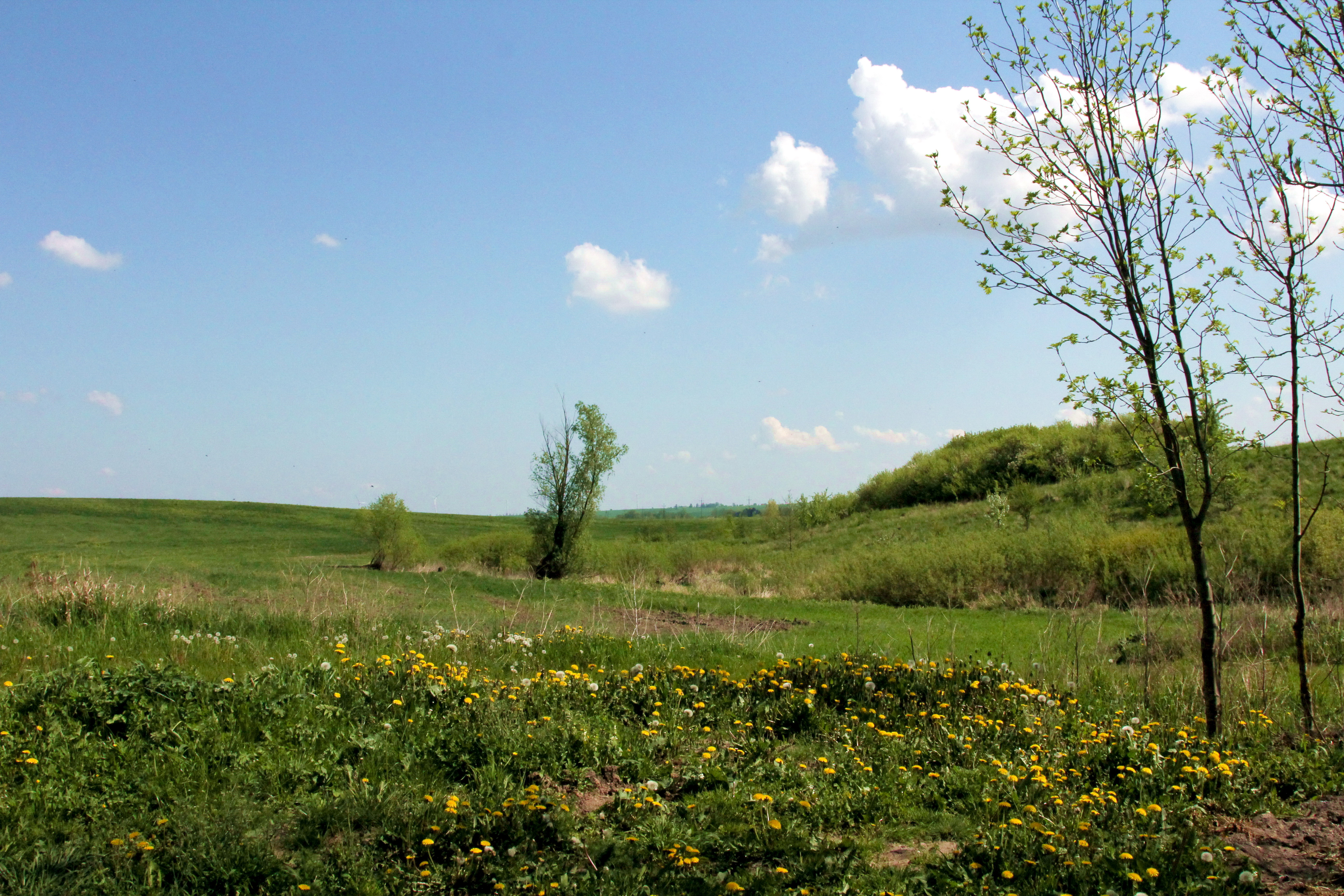
Wiesenlandschaft bei Wojkowo

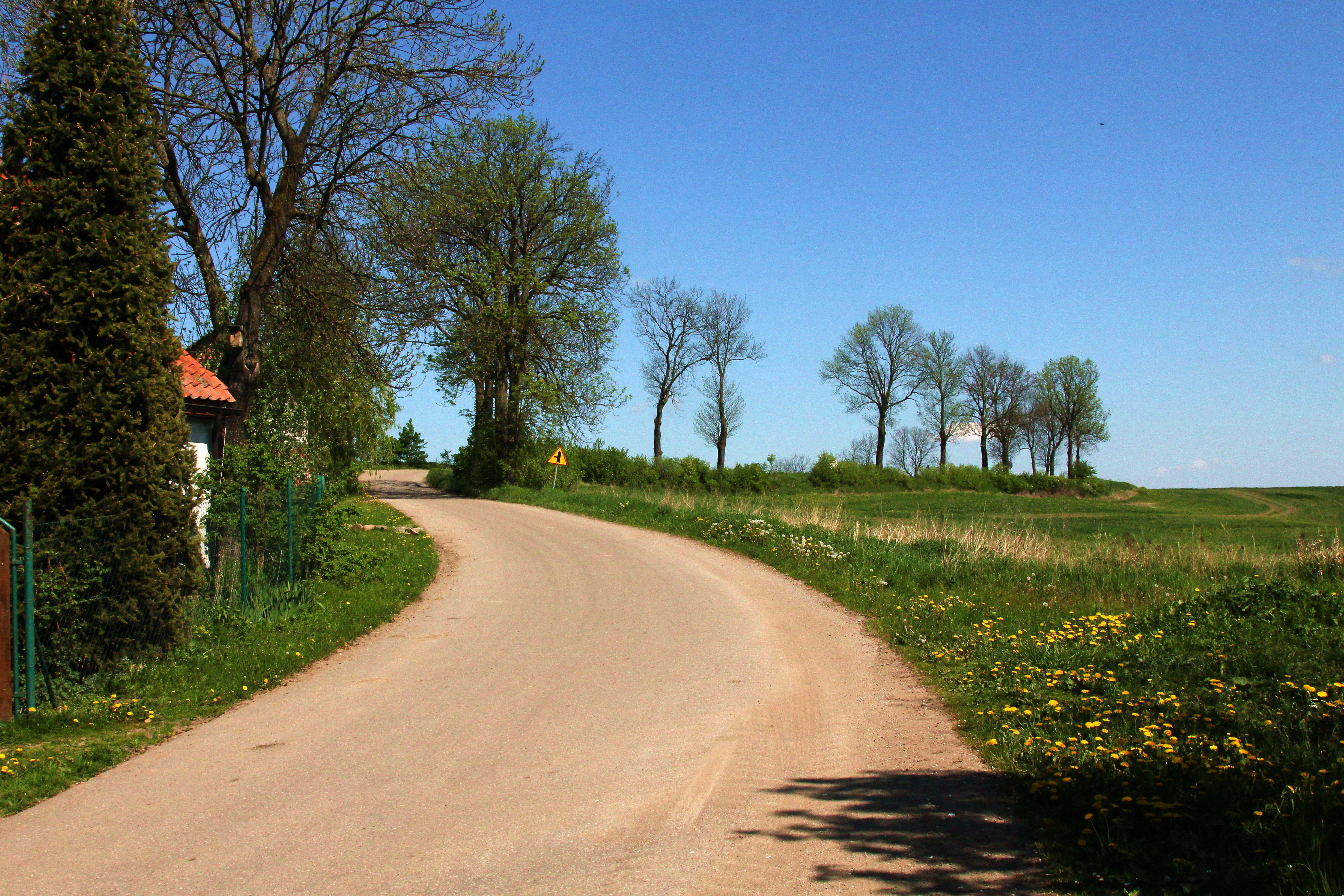
Straße zwischen Wojkowo und Grzęda

## Geschichte

### Ortsgeschichte

#### Wojkowo/Heinrichsdorf
1346 ist das Gründungsjahr des Ortes Heinrichsdorf mit seinen zwei Kilometer westlich gelegenen Schöpfwerken und einer Ziegelei. Im Jahre 1785 wurde Heinrichsdorf als „königliches Dorf“ mit „29 Feuerstellen“ genannt, im Jahre 1820 als „köllmisches Dorf“ mit „24 Feuerstellen“.
Als 1874 der Amtsbezirk Santoppen (polnisch Sątopy) im ostpreußischen Kreis Rößel errichtet wurde, gehörte Heinrichsdorf von vornherein und bis 1945 dazu.
Im Jahre 1945 wurde in Kriegsfolge das gesamte südliche Ostpreußen an Polen überstellt. Heinrichsdorf erhielt die polnische Namensform „Wojkowo“ und ist heute eine Ortschaft innerhalb der Stadt- und Landgemeinde Bisztynek (Bischofstein) im Powiat Bartoszycki (Kreis Bartenstein), von 1975 bis 1998 der Woiwodschaft Olsztyn, seither der Woiwodschaft Ermland-Masuren zugehörig.

#### Wojkowo (Osada)
Über die Geschichte der kleinen Siedlung Wojkowo gibt es keine Belege. Es ist sogar wahrscheinlich, dass sie erst nach 1945 entstanden ist, denn ein deutscher Name aus der Zeit vor 1945 ist nicht belegt. Wojkowo (Osada) zählt wie das angrenzende Dorf zu den Orten der Stadt- und Landgemeinde Bisztynek.

### Einwohnerzahlen
| Jahr | Anzahl |
| ---- | ------ |
| 1820 | 189    |
| 1885 | 364    |
| 1910 | 348    |
| 1933 | 318    |
| 1939 | 364    |
| 2021 | 112    |

## Kirche
Bis 1945 war Heinrichsdorf in die evangelische Kirche Bischofstein in der Kirchenprovinz Ostpreußen der Kirche der Altpreußischen Union, außerdem in die römisch-katholische Kirche Santoppen im damaligen Bistum Ermland eingepfarrt.
Heute gehören Wojkowo und Wojkowo (Osada) zur katholischen Pfarrei Grzęda (Sturmhübel) im Dekanat Reszel des Erzbistums Ermland sowie zur evangelischen Kirche in Bartoszyce, einer Filialkirche von Kętrzyn (Rastenburg) in der Diözese Masuren der Evangelisch-Augsburgischen Kirche in Polen.

## Verkehr
Wojkowo und Wojkowo (Osada) liegen an einer Nebenstraße, die von Grzęda (Sturmhübel) nach Sątopy-Samulewo (Bischdorf) führt.
Sątopy-Samulewo ist auch die nächste Bahnstation. Sie liegt an der Bahnstrecke Toruń–Tschernjachowsk, die heute bereits in Posen beginnt, aber schon in Korsze (Korschen) endet.